# Приморск (Абхазия)
Гудаахуч, более известное по прежнему названию Приморск (груз. მეორე გუდავა), — село в в Абхазии, в Галском районе частично признанной Республики Абхазия, согласно административному делению Грузии — в Гальском муниципалитете Абхазской Автономной Республики. Расположено в 20 км к западу от райцентра, города Гал, на побережье Чёрного моря. В административном отношении посёлок представляет собой административный центр сельской администрации Приморск.

## Границы
На юге и юго-востоке сельская администрация Приморск граничит с селом Нижний Баргяп, на востоке — с селом Ряп Галского района, на севере — с селом Ачгуара Очамчырского района.

## История
Строительство посёлка при Всесоюзном научно-исследовательском институте гидромелиорации началось в 1963 году. В советское время имел статус посёлка городского типа, в котором жили строители и инженеры со всего СССР. В болотистую местность Галского района по заданию коммунистической партии для строительства перепадных и обводных каналов Ингурской ГЭС были отправлены первые рабочие, которые жили в палатках, землянках и сколоченных домах, а позднее в вагончиках, бараках и пятиэтажных домах. Вскоре в селе появилась первая школа, ясли, детский сад, зимний и летний клуб, кафе, спортивные площадки, столовая «Бригантина». В посёлке были свои спортивные команды, которые участвовали во всесоюзных соревнованиях, а в клубах развивалась самодеятельность.
С распадом СССР население посёлка стало значительно сокращаться. Люди потеряли рабочие места, а грузины стали вытеснять русскоязычное население. Ситуацию усугубила война. В настоящее время большинство домов покинуто.

## Население
По данным переписи 2011 года население сельской администрации Приморск составило 101 человек, в основном мегрелы (38 человек или 37,6%), грузины (26 человек или 25,7 %), а также русские (20 человек или 19,8 %), абхазы (3 человека или 3,0 %), украинцы (3 человека или 3,0 %).
| Численность населения |
| 2011                  |
| --------------------- |
| 101                   |